# Robert Went
Robert Went (Den Haag, 1955) is een Nederlands econoom en schrijver.

## Biografie
Went studeerde tussen 1990 en 1995 algemene economie aan de Universiteit van Amsterdam. In 2001 schreef hij een proefschrift met  globalisering als onderwerp. In 2007 start hij bij  de Wetenschappelijke Raad voor het Regeringsbeleid (WRR) na projectleider geweest te zijn bij de Algemene Rekenkamer tussen 1999 en 2006.
Hij maakte samen met Hella Hueck acht longreads in een serie over "Economie van overmorgen" voor RTL Z en Follow the Money.

## Publicaties
Boeken
- Grenzen aan de globalisering?, uitg. Spinhuis, Amsterdam, 1996
- De prijs van de euro, uitg. Van Gennep, 1998, co-auteur
- The Enigma of Globalization: A journey to a new stage of capitalism, uitg. Routledge, 2002
- Waarom Piketty lezen?, uitg. Amsterdam University Press, 2014
- Hoe ongelijk is Nederland?, uitg. WRR, 2014, co-auteur
- De robot de baas, uitg. WRR, 2015, co-auteur
- Voor de zekerheid, uitg. WRR, 2017, co-auteur

Proefschrift
- (en)  Essays on globalization: a journey to a possibly new stage of capitalism, Universiteit van Amsterdam, 2001[3]